# Hasnaa Lachgar
Pour les articles homonymes, voir Lachgar.
Hasnaa Lachgar est une boxeuse marocaine née le 27 septembre 1989 à Casablanca.

## Carrière
Aux championnats d'Afrique féminins de Yaoundé en 2014, elle remporte la médaille d'argent dans la catégorie des moins de 60 kg.
Elle dispute les Jeux olympiques d'été de 2016 à Rio de Janeiro où elle est éliminée en huitièmes de finale par la Chinoise Yin Junhua.